# 早川町
早川町（日语：／ Hayakawa chō */?）是位於日本山梨縣西部的町，隸屬於南巨摩郡，也是縣內面積最大的町。當地人口集中在早川及其支流的沿岸地區。早川町為自平成大合併後截至2024年10月，除受到福島第一核電廠事故影響而被列為歸還困難的行政區外，日本全國總人口數最少的町。當地在向外通勤與就學上較依賴東邊的身延町。早川町為日本最美麗的村莊聯盟的成員之一，也是現時山梨縣內唯一有加盟的行政區劃。

## 地理

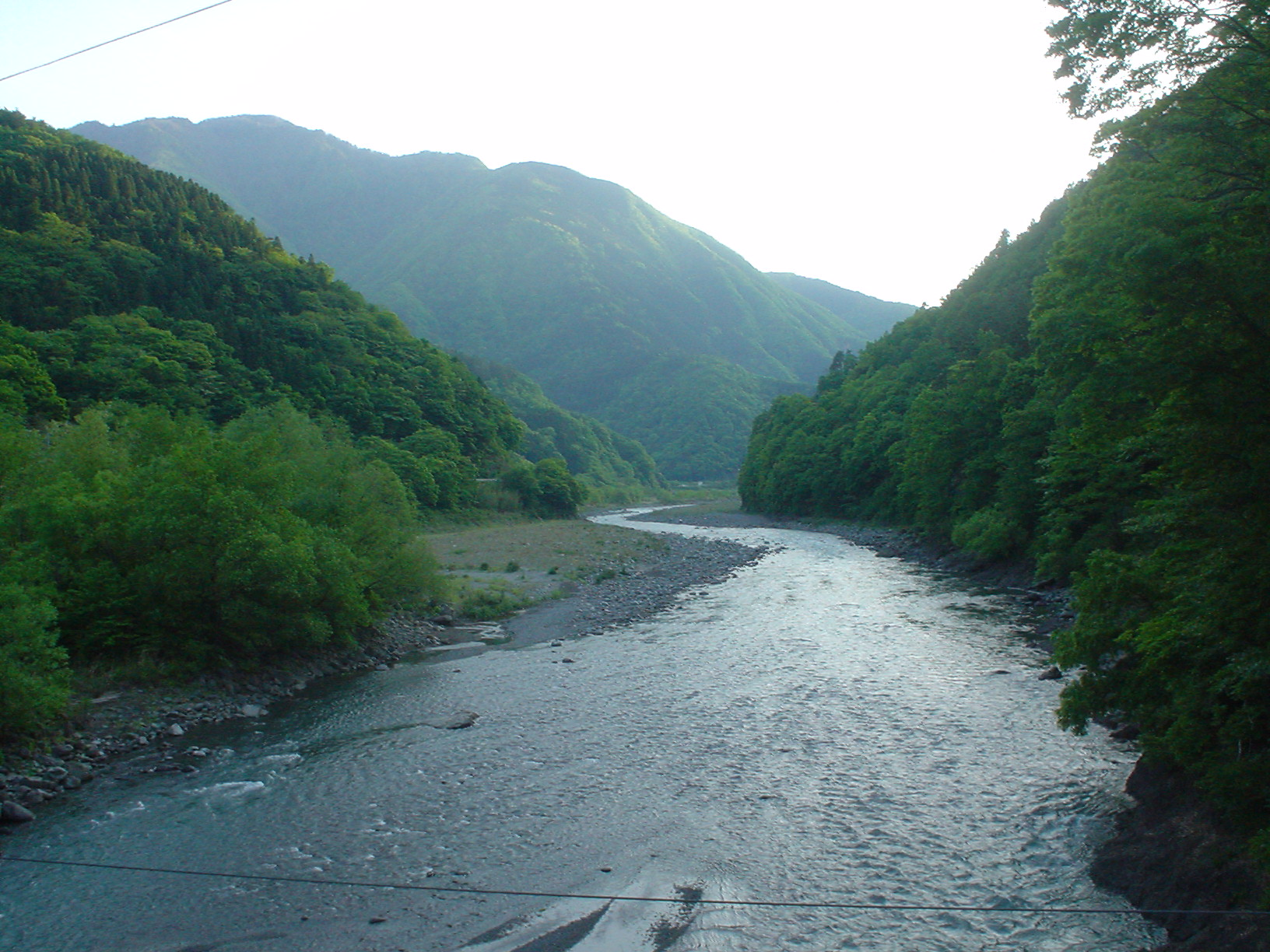
流經町內的早川

早川町內約96%的面積被森林覆蓋。轄區周圍被赤石山脈的間岳、農鳥岳以及櫛形山周圍海拔1500至1800公尺的山岳包圍。發源自間岳的早川由北往東流經町內，當地人口也多集中在該河川及其支流保川、雨畑川等河的沿岸地區。由於早川流域擁有豐富的水資源，且地勢落差較大，因此當地從大正時代便開始興建水力發電廠，現時則擁有13座縣營與民營的水力發電廠。糸魚川靜岡構造線以南北向通過町內，該斷層線在新倉地區露出的逆斷層露頭於近代被指定為日本的天然紀念物。而當地也是製作雨畑硯的原料「雨畑石」（板岩）的原產地之一。

### 氣候
早川町的年均溫約為13℃，年降雨量則為1500至3000毫米不等。當地在梅雨和颱風季節經常會遭到大雨侵襲。

## 歷史

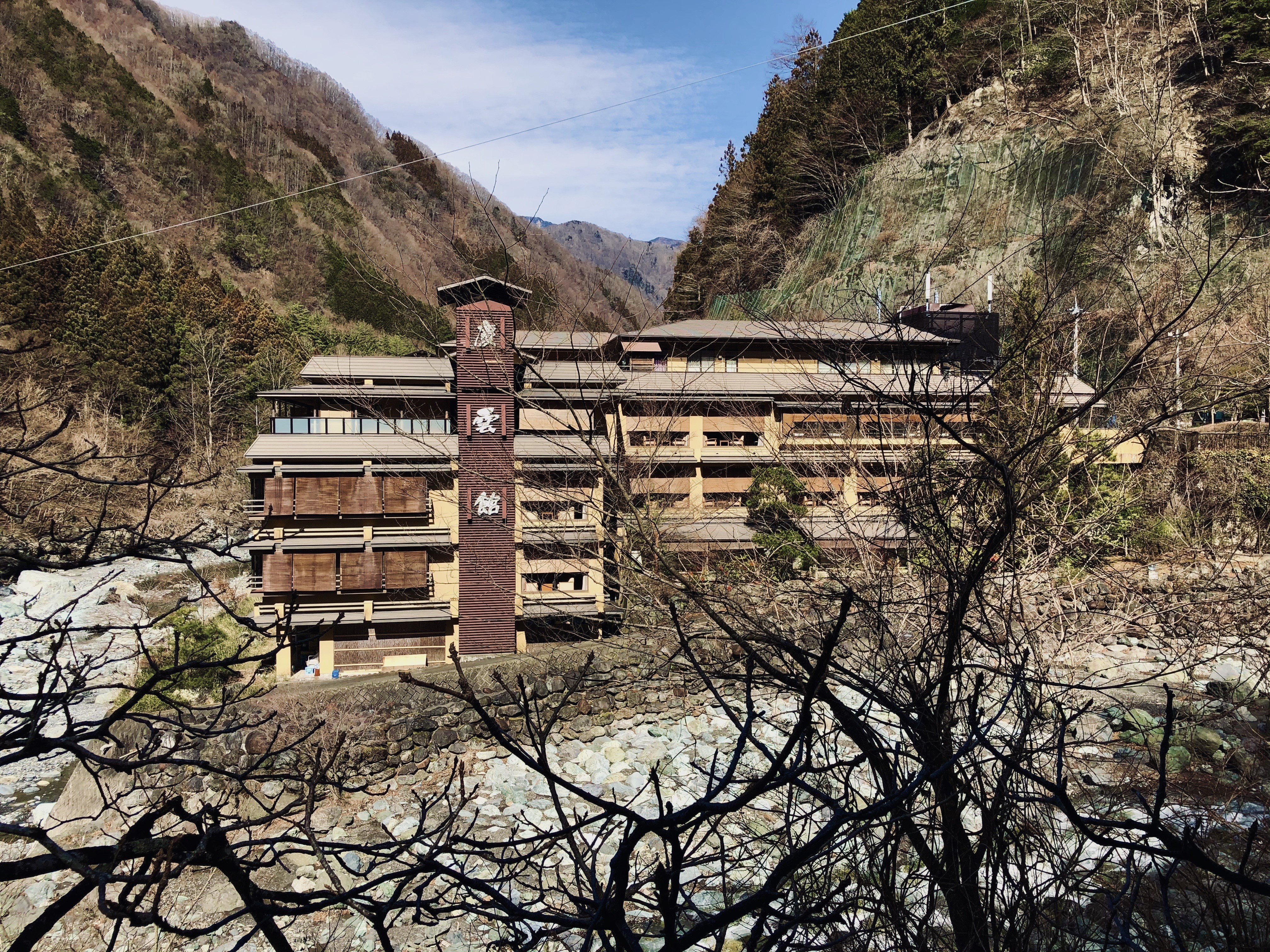
慶雲館

早川町自古時便有人類居住，流經轄區的早川流域內曾出土過繩紋時代的土器。而當地據傳為奈良時代的女天皇孝謙天皇的遷居地。慶雲2年（705年），慶雲館在當地落成，並於近代被金氏世界紀錄認定為世界最古老的旅館。鎌倉時代的文永11年（1274年），比丘日蓮在現今的身延町開山久遠寺，使當地開始與日蓮宗信仰產生聯繫。早川地區的金山在室町時代至江戶時代陸續進行開採，當時的人員交流也因此相當頻繁。而位於町內的赤澤地區在江戶時代作為往返身延山與七面山中途的宿場町與信徒參拜的住宿場所開始發展，而當時保留下來的建物群於近代被指定為日本的重要傳統的建造物群保存地區。

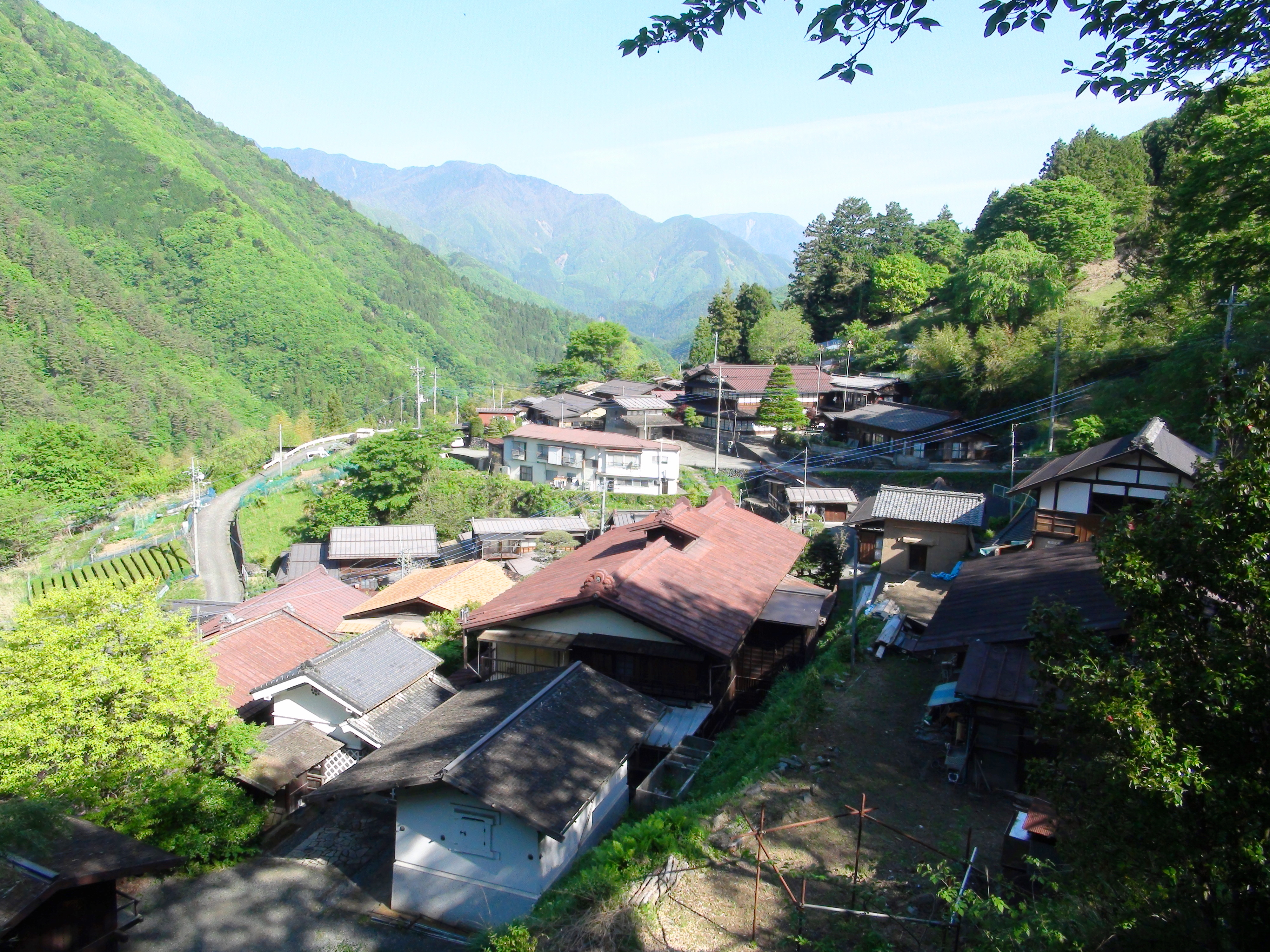
早川町的赤澤地區

明治時代，早川流域開始盛行伐木，並透過早川將伐下的木材運往下游處，使該河川的上游與下游地區的交流逐漸變得活躍。昭和31年（1956年）9月30日，西山村、三里村、都川村、硯島村、本建村與五箇村合併成現今的早川町。

## 行政
前任町長辻一幸自1980年當選早川町的町長後便擔任該職位長達44年，為日本截至2024年10月前，當選次數最多的現任市町村長（11次）。現任町長深澤肇於2024年10月在選舉中自動當選，其任將持續至2028年11月。而此次選舉也是早川町時隔44年來首度在選舉中選出新的町長。

## 人口
早川町的總人口數自大正年間至1950年維持在約7000人。二戰結束後，建設水力發電設施的相關人員陸續流入當地，使早川町的人口數在1960年驟升至10,679人。但後來町內的水力發電廠改為無人化運作，使受雇的居民因失去工作而與其家眷搬離當地，造成早川町的人口在1965年驟降至6,565人，其減少幅度達38.5%。當地的總人口數至2020年的日本國勢調查時僅剩1,098人。同時早川町也是自平成大合併後截至2024年10月除受到福島第一核電廠事故影響而被列為歸還困難的行政區外，日本全國總人口數最少的町。而根據統計，2020年當地的高齡人口占比為47%，高於壯年人口的占比一個百分點。
| 早川町人口分布圖 |                                               |  |
| 早川町與日本全國年齡別人口分布比較圖 （2005年資料） | 早川町的年齡、男女別人口分布圖 （2005年資料） |  |
| ■紫色是早川町 ■綠色是全国 | ■藍色是男性 ■紅色是女性                       |  |
| 早川町人口變化 \| 1970年 \| 4,862人 \| \| \| 1975年 \| 3,777人 \| \| \| 1980年 \| 3,005人 \| \| \| 1985年 \| 2,651人 \| \| \| 1990年 \| 2,269人 \| \| \| 1995年 \| 1,977人 \| \| \| 2000年 \| 1,740人 \| \| \| 2005年 \| 1,534人 \| \| \| 2010年 \| 1,246人 \| \| \| 2015年 \| 1,068人 \| \| \| 2020年 \| 1,098人 \| \| |                                               |  |
| 資料來源：日本總務省統計中心提供之人口普查數據 |                                               |  |
| 1970年 | 4,862人                                       |  |
| 1975年 | 3,777人                                       |  |
| 1980年 | 3,005人                                       |  |
| 1985年 | 2,651人                                       |  |
| 1990年 | 2,269人                                       |  |
| 1995年 | 1,977人                                       |  |
| 2000年 | 1,740人                                       |  |
| 2005年 | 1,534人                                       |  |
| 2010年 | 1,246人                                       |  |
| 2015年 | 1,068人                                       |  |
| 2020年 | 1,098人                                       |  |

## 經濟
根據日本2020年的國勢調查統計，早川町的就業人口中約5.2%從事第一級產業，20.1%的就業人口從事第二級產業，74.7%則從事第三級產業。當地的就業人口多從事住宿業與建築業等產業。而早川町的農業多以自給自足為主，並且生產大豆、蒟蒻、島根芋（芋頭）等農產品，近年來則面臨就業人口短缺與高齡化等問題。此外，早川町至1955年仍有部分聚落利用刀耕火種的方式耕種農地，而當時使用的相關農業用具於1989年被指定為日本的重要有形民俗文化財。

## 教育
早川町內共有2所小學校與1所中學校。根據2021年4月的統計，當地共有31名小學生與21名中學生。

## 交通
山梨縣道37號穿越早川町的東部地區，為當地的交通幹道。而町內則設有往返當地與JR東海身延線的身延站與下部溫泉站的早川町公共巴士。

### 期刊
1. ↑  福地龍郎; 遠藤大都; 窪川智識. . 山梨大学教育学部紀要  第29号 (山梨大学教育学部). 2019-02-22: pp.39-46. ISSN 2433-0418 （日语）.

### 引用
1. ↑  . 早川町役場. （原始内容存档于2025-01-26） （日语）.
2. ↑   (PDF). 国土交通省国土地理院. 2024-10-01  [2025-03-25]. （原始内容存档 (PDF)于2025-01-01） （日语）.
3. 1 2  . 都道府県市区町村. 2024-10-01  [2025-02-06]. （原始内容存档于2025-01-14） （日语）.
4. 1 2  . 日テレNEWS NNN. 2024-11-15  [2025-02-06]. （原始内容存档于2024-11-23） （日语）.
5. 1 2 3 4 5 6   (PDF). 早川町役場. 2021-03  [2025-02-06]. （原始内容存档 (PDF)于2024-10-08） （日语）.
6. ↑  . 「日本で最も美しい村」連合. （原始内容存档于2024-12-15） （日语）.
7. ↑  . 早川町役場. 2015-05-29  [2025-02-07]. （原始内容存档于2024-02-24） （日语）.
8. ↑  . kotobank （日语）.
9. 1 2 3 4 5 6 7   (PDF). 早川町役場. 2021-03  [2025-02-06]. （原始内容存档 (PDF)于2024-01-14） （日语）.
10. 1 2   (PDF). 早川町役場. 2021-03  [2025-02-06]. （原始内容存档 (PDF)于2024-04-14） （日语）.
11. ↑  . kotobank.   [2025-02-06]. （原始内容存档于2024-09-27） （日语）.
12. 1 2   (PDF). 早川町役場. 2021-03  [2025-02-06]. （原始内容存档 (PDF)于2024-01-14） （日语）.
13. 1 2 3 4 5 6 7 8 9   (PDF). 早川町役場. 2023-01  [2025-02-06]. （原始内容存档 (PDF)于2024-07-12） （日语）.
14. ↑  . 早川町役場. 2023-09-27  [2025-02-06]. （原始内容存档于2024-05-24） （日语）.
15. ↑  . 山梨県庁. 2021-03-02  [2025-02-06]. （原始内容存档于2024-04-15） （日语）.
16. ↑  . 文化庁  文化遺産オンライン.   [2025-02-06]. （原始内容存档于2024-04-19） （日语）.
17. ↑  . 山梨県庁. 2023-04-20  [2025-02-06]. （原始内容存档于2024-08-05） （日语）.
18. ↑  . 早川町役場. 2023-05  [2025-02-06]. （原始内容存档于2024-05-23） （日语）.
19. ↑  . kotobank （日语）.
20. ↑  . 早川町役場.   [2025-02-06]. （原始内容存档于2024-08-07） （日语）.
21. 1 2  . 日本経済新聞社. 2011-06-04  [2025-02-06]. （原始内容存档于2025-01-14） （日语）.
22. ↑  . 天下雜誌. 2016-07-25 （中文（臺灣））.
23. ↑  . 産経新聞社. 2019-01-19  [2025-02-07]. （原始内容存档于2024-12-22） （日语）.
24. ↑  . Guinness World Records.   [2025-02-07]. （原始内容存档于2025-01-16） （英语）.
25. ↑  . kotobank.   [2025-02-07]. （原始内容存档于2023-06-07） （日语）.
26. ↑  . NHK. 2024-06-16  [2025-02-06]. （原始内容存档于2024-06-17） （日语）.
27. ↑  . 日蓮宗総本山 身延山久遠寺.   [2025-02-06]. （原始内容存档于2024-12-31） （日语）.
28. ↑  . kotobank.   [2025-02-06]. （原始内容存档于2024-04-08） （日语）.
29. ↑  . 早川町役場. 2023-08-21  [2025-02-06]. （原始内容存档于2024-10-08） （日语）.
30. ↑  . TBS NEWS DIG. 2023-08-24  [2025-02-06]. （原始内容存档于2025-02-07） （日语）.
31. ↑   (PDF). 文化庁. 2024-04-01  [2025-02-06]. （原始内容存档 (PDF)于2024-11-06） （日语）.
32. 1 2  . 朝日新聞社. 2024-10-29  [2025-02-06]. （原始内容存档于2024-12-12） （日语）.
33. 1 2 3  . 読売新聞社. 2024-10-30  [2025-02-06]. （原始内容存档于2025-02-07） （日语）.
34. ↑  . NHK. 2024-11-15  [2025-02-06]. （原始内容存档于2025-02-07） （日语）.
35. ↑  . NHK. 2024-10-29  [2025-02-06]. （原始内容存档于2025-02-07） （日语）.
36. ↑   (PDF). 山梨県庁. 2025-01-08. （原始内容存档 (PDF)于2025-01-28） （日语）.
37. ↑  . 産経新聞社. 2024-01-04  [2025-02-06]. （原始内容存档于2024-01-05） （日语）.
38. ↑  . 早川町役場. 2021-08  [2025-02-06]. （原始内容存档于2023-11-28） （日语）.
39. ↑  . 早川町役場. 2011-08-25  [2025-02-06]. （原始内容存档于2024-10-04） （日语）.
40. ↑  . 早川町役場. 2023-09-27  [2025-02-06]. （原始内容存档于2024-05-24） （日语）.
41. ↑  . 山梨県庁. 2024-11-14  [2025-02-06]. （原始内容存档于2024-08-09） （日语）.
42. ↑  . 文化庁  文化遺産オンライン.   [2025-02-06]. （原始内容存档于2025-01-20） （日语）.
43. ↑  . NHK. 2024-07-22  [2025-02-06]. （原始内容存档于2024-07-23） （日语）.
44. ↑  . 早川町役場. 2023-05-31  [2025-02-06]. （原始内容存档于2024-12-02） （日语）.
45. ↑   (PDF). 早川町役場. 2022-03  [2025-02-06]. （原始内容存档 (PDF)于2024-06-10） （日语）.
46. ↑  . 早川町役場. 2024-11-17  [2025-02-07]. （原始内容存档于2025-02-07） （日语）.